# 줌빠스리 유나이티드 FC
줌빠스리 유나이티드 풋볼 클럽(태국어: สโมสรฟุตบอลสมุทรสาครซิตี้ พาวเวอร์, 영어: Jumpasri United)는 1977년에 창단된 태국 마하사라캄 주의 축구 클럽이다. 현재 타이 리그 2에 참가하고 있다. 창단 당시에는 연고지가 방콕이었으며 오솟스파 FC라는 구단명을 사용했다. 2009년에는 사라부리 주로 연고지를 옮기며 오솟스파 M-150 사라부리 FC로 명칭을 변경했다. 2015년에는 사뭇쁘라깐 주로 연고지를 옮기며 오솟스파 M-150 사뭇쁘라깐 FC으로 구단명을 변경했다. 2016년 태국 벤처 기업인 "수퍼 파워 풋볼 벤처"가 인수 하면서 구단명을 수퍼 파워 사뭇쁘라깐 FC로 변경했다. 2017년 구단은 마하사라캄 주로 연고지를 이전 하였고 구단명을 현재의 명칭으로 변경하였다.

## 역사

### 창단 초기
1977년 태국 방콕에서 오솟스파 FC라는 이름으로 탄생했다. 오솟스파는 에너지 드링크를 만드는 회사며, 구단의 모기업이 되었다. 창단 당시 회사의 로고를 그대로 차용했다.

### 타이 리그 입성
오솟스파 구단은 1996년 이후 찻차이 파폴팟 감독의 지휘 아래 역사를 써내려갔다. 타이 리그 1996-97 시즌 때 타이 리그1에 첫 등장을 내디뎠다. 그러나 타이 리그1에서 자리를 잡지 못하고 곧장 하부 리그로 강등되었다. 하지만 곧바로 다시 승격하는 데에 성공하였고, 꾸준하게 태국 최상위 리그에서 활약하게 되는 발판을 마련했다.

### 대륙 대회 진출
2002년 오솟스파 FC는 퀸스컵 우승팀 자격으로 AFC 챔피언스리그에 첫 출전을 하게 된다. 오솟스파는 AFC 챔피언스리그 예선에서 좋은 활약을 펼치고 AFC 챔피언스리그 2002-03 본선 무대에 올랐으나, 본선에서는 참패를 거듭했다. 이는 이 구단의 처음이자 마지막은 AFC 챔피언스리그 도전기였다. 오솟스파 FC는 2007년 AFC 컵 진출권을 획득하는 데 성공하기도 하였다.

### 과도기
2009년 중반, 오솟스파 FC는 사라부리 주로 연고지를 옮겼고, 구단명을 "오솟스파 M-150 사라부리 FC"로 변경했다. 그러나 짧았던 사라부리 시절을 지나 2015년 방콕으로 돌아가게 되었고, 같은 연도 말에 방콕에서 다시 사뭇쁘라깐 주으로 연고지를 옮겼다. 구단명은 오솟스파 M-150 사뭇쁘라깐 FC로 변경되었다.

### 현재
2016년 중반 기업 오솟스파는 기업 구조조정에 나섰고, 축구단 부서를 독립 부서로 변환하기로 결정한다. 그러면서 '수퍼 파워 풋볼 벤처'가 오솟스파 구단의 새로운 소유주가 되었다. 구단명은 "수퍼 파워 사뭇쁘라깐 FC"로 결정되었다. 2016년 말 현재의 이름으로 구단명이 다시 변경되었다. 2017년 구단은 사뭇쁘라깐 주를 떠나 마하사라캄 주로 연고지를 이전하였다. 구단명은 또다시 변경되어, "줌빠스리 유나이티드 FC"로 변경하였다.

## 선수단 및 코칭 스태프

### 현재 선수단
2023년 11월 19일 기준

참고: FIFA 자격 규정에 따라 소속된 국가대표팀 국기를 표시합니다. 선수는 복수의 FIFA 비회원국 국적을 가지고 있을 수 있습니다.
| 번호 | 포지션 | 국적   | 이름            |
| ---- | ------ | ------ | --------------- |
| 1    | GK     | 태국   | 프라팟 콥카유   |
| 2    | FW     | 태국   | 수라덱 통차이   |
| 3    | DF     | 태국   | 크리스마스 솜펜 |
| 4    | MF     | 태국   | 파리드 맛소     |
| 5    | DF     |        | 류벤 니콜로프   |
| 6    | DF     | 라오스 | 켓사다 숫사반   |
| 7    | MF     | 태국   | 키티폽 우파차쿰 |
| 9    | FW     |        | 람세스 부스토스 |
| 10   | FW     | 태국   | 로나차이 랑시요 |
| 11   | MF     | 태국   | 아논 산 마드    |
| 15   | DF     | 태국   | 완마이 세스타난 |
| 17   | GK     | 태국   | 나롱 위셋스리   |
| 18   | GK     | 태국   | 완차이 수완나인 |
| 19   | FW     | 태국   | 촉랍 닐상       |
| 20   | DF     | 태국   | 아팃 우아푸아   |
| 22   | DF     | 태국   | 토사폰 추친     |

| 번호 | 포지션 | 국적 | 이름                         |
| ---- | ------ | ---- | ---------------------------- |
| 25   | FW     | 태국 | 노타왁 락 옥                 |
| 28   | MF     | 태국 | 에카판 인다센                |
| 29   | FW     | 태국 | 아리야폰 준손                |
| 30   | GK     | 태국 | 피리야 나이넷                |
| 32   | MF     | 태국 | 테돈 추윌랏                  |
| 35   | FW     | 태국 | 키티콘 퐁안                  |
| 36   | DF     | 태국 | 사마르트 펫누                |
| 39   | DF     | 태국 | 와신 통송                    |
| 44   | MF     | 태국 | 람나롱 욧찬                  |
| 69   | DF     | 태국 | 안토니오 베르주라            |
| 77   | MF     | 태국 | 지라덱 상상아                |
| 80   | MF     |      | 길리어미 호드리게스 모레이라 |
| 89   | MF     | 태국 | 티라콘 순토라벳              |
| 99   | MF     | 태국 | 타나폴 우돈랍                |

### 임대 및 군 복무 중인 선수
참고: FIFA 자격 규정에 따라 소속된 국가대표팀 국기를 표시합니다. 선수는 복수의 FIFA 비회원국 국적을 가지고 있을 수 있습니다.
| 번호 | 포지션 | 국적 | 이름 |
| ---- | ------ | ---- | ---- |

| 번호 | 포지션 | 국적 | 이름 |
| ---- | ------ | ---- | ---- |

## 성적

### AFC 대회 성적
- AFC 챔피언스 리그: 1회 출전
  - 2002-03: 조별 예선
- AFC 컵: 1회 출전
  - 2007: 조별 예선

| 시즌    | 대회              | 라운드              | 상대팀          | 홈  | 원정 |
| ------- | ----------------- | ------------------- | --------------- | --- | ---- |
| 2002-03 | AFC 챔피언스 리그 | 2차 예선 (동아시아) | 페르시타 탕게랑 | 1-0 | 0-0  |
| 2002-03 | AFC 챔피언스 리그 | 3차 예선 (동아시아) | 처칠 브라더스   | 6-3 | 1-1  |
| 2002-03 | AFC 챔피언스 리그 | 조별 예선           | 성남 일화 천마  |     | 6-0  |
| 2002-03 | AFC 챔피언스 리그 | 조별 예선           | 다롄 스더       |     | 7-1  |
| 2002-03 | AFC 챔피언스 리그 | 조별 예선           | 시미즈 S-펄스   |     | 7-0  |
| 2002-03 | AFC 컵            | 조별 예선           | 파항 FA         | 4-0 | 0-4  |
| 2002-03 | AFC 컵            | 조별 예선           | 탐파인즈 로버스 | 3-0 | 2-1  |
| 2002-03 | AFC 컵            | 조별 예선           | 모훈 바간       | 0-0 | 1-0  |

### 국내 성적
- 타이 리그1: 준우승 2회 (2002, 2006), 3위 2회 (2004, 2005)
- 퀸스컵: 우승 3회 (2002, 2003, 2004)
- 태국 FA컵: 준우승 1회 (1999)
- 태국 리그컵: 우승 1회 (1990)
- 꼬르 로얄컵: 우승 2회 (2001, 2006)

| 시즌    | 리그   | 리그 | 리그 | 리그 | 리그 | 리그 | 리그 | 리그 | 리그 | FA컵   | 리그컵 | 퀸스컵    | 꼬르 로얄컵 | ACL       | AFC 컵    | 득점왕             | 득점왕 |
| 시즌    | 디비전 | 경기 | 승   | 무   | 패   | 득점 | 실점 | 승점 | 순위 | FA컵   | 리그컵 | 퀸스컵    | 꼬르 로얄컵 | ACL       | AFC 컵    | 선수               | 골     |
| ------- | ------ | ---- | ---- | ---- | ---- | ---- | ---- | ---- | ---- | ------ | ------ | --------- | ----------- | --------- | --------- | ------------------ | ------ |
| 1996-97 | TPL    | 34   | 8    | 10   | 16   | 41   | 73   | 34   | 14위 | 빈칸   | 빈칸   | 빈칸      | –           | –         | –         | 빈칸               | 빈칸   |
| 1997    | DIV 1  | 빈칸 | 빈칸 | 빈칸 | 빈칸 | 빈칸 | 빈칸 | 빈칸 | 빈칸 | 2위    | 빈칸   | 빈칸      | –           | –         | –         | 빈칸               | 빈칸   |
| 1998    | TPL    | 22   | 4    | 9    | 9    | 22   | 47   | 21   | 10위 | 빈칸   | 빈칸   | –         | –           | –         | –         | 빈칸               | 빈칸   |
| 1999    | TPL    | 22   | 10   | 9    | 3    | 32   | 21   | 39   | 4위  | 준우승 | 빈칸   | 빈칸      | –           | –         | –         | 빈칸               | 빈칸   |
| 2000    | TPL    | 22   | 6    | 8    | 8    | 15   | 20   | 26   | 8위  | 빈칸   | 빈칸   | 빈칸      | –           | –         | –         | 빈칸               | 빈칸   |
| 2001-02 | TPL    | 22   | 13   | 5    | 4    | 34   | 21   | 44   | 2위  | 빈칸   | 빈칸   | –         | –           | –         | –         | 빈칸               | 빈칸   |
| 2002-03 | TPL    | 18   | 5    | 8    | 5    | 19   | 17   | 23   | 6위  | –      | 빈칸   | 우승      | 우승        | –         | –         | 빈칸               | 빈칸   |
| 2003-04 | TPL    | 18   | 10   | 5    | 3    | 43   | 23   | 33   | 3위  | –      | 빈칸   | 우승      | –           | 조별 예선 | –         | 비몰 잠칸          | 14     |
| 2004-05 | TPL    | 18   | 9    | 5    | 4    | 34   | 20   | 32   | 3위  | –      | 빈칸   | 우승      | –           | –         | –         | 사라윳 차이캄디    | 10     |
| 2006    | TPL    | 22   | 10   | 8    | 4    | 35   | 20   | 38   | 2위  | –      | 빈칸   | 빈칸      | –           | –         | –         | 코네 카심          | 6      |
| 2007    | TPL    | 30   | 10   | 10   | 10   | 38   | 36   | 40   | 9위  | –      | 빈칸   | –         | 우승        | –         | 조별 예선 | 자크릿 분캄        | 9      |
| 2008    | TPL    | 30   | 13   | 12   | 5    | 37   | 25   | 51   | 4위  | –      | 빈칸   | –         | –           | –         | –         | 사라윳 차이캄디    | 12     |
| 2009    | TPL    | 30   | 13   | 8    | 9    | 36   | 32   | 47   | 5위  | 4강    | 빈칸   | 8강       | –           | –         | –         | 사라윳 차이캄디    | 9      |
| 2010    | TPL    | 30   | 10   | 12   | 8    | 32   | 30   | 42   | 7위  | 4R     | 빈칸   | 조별 예선 | 4강         | –         | –         | 클레이통 시우바    | 5      |
| 2011    | TPL    | 34   | 12   | 15   | 7    | 47   | 32   | 51   | 6위  | 3R     | –      | –         | –           | –         | –         | 클레이통 시우바    | 10     |
| 2012    | TPL    | 34   | 16   | 4    | 14   | 55   | 48   | 52   | 5위  | 3R     | –      | –         | –           | –         | –         | 두두               | 10     |
| 2013    | TPL    | 32   | 9    | 12   | 11   | 38   | 43   | 39   | 8위  | 4R     | –      | –         | –           | –         | –         | 차나난 폼부파      | 10     |
| 2014    | TPL    | 38   | 11   | 15   | 12   | 53   | 49   | 48   | 11위 | 3R     | 3R     | –         | –           | –         | –         | 아론 다 시우바     | 15     |
| 2015    | TPL    | 34   | 10   | 9    | 15   | 40   | 54   | 39   | 11위 | 4R     | 2R     | –         | –           | –         | –         | 아디송 아우베스    | 12     |
| 2016    | TL     | 31   | 8    | 7    | 16   | 45   | 71   | 31   | 15위 | 2R     | 3R     | –         | –           | –         | –         | 안토니 무라-코메난 | 10     |